# A Love Letter to You 5
A Love Letter to You 5 – piąty komercyjny mixtape amerykańskiego rapera Trippiego Redda. Został wydany przez 10k Projects i 1400 Entertainment 11 sierpnia 2023 roku. Projekt jest kontynuacją piątego studyjnego albumu artysty Mansion Musik (2023). Na krążku gościnnie występują Corbin, Skye Morales, Lil Wayne, Roddy Ricch, The Kid Laroi, Tommy Lee Sparta, Bryson Tiller i Tory Lanez. Jest to piąta i ostatnia część serii A Love Letter to You.

## Odbiór krytyczny
Pisząc dla magazynu Clash, Shanté Collier-McDermott pochwalił tematykę albumu, stwierdzając: „Redd radzi sobie dobrze, nieprzerwanie pisząc surową, odpowiednią muzykę. Składanka jest wrażliwa i prezentuje szczególny poziom kunsztu, gdy zagłębia się w kilka różnych grup piosenek miłosnych”. W swojej recenzji dla Slant Magazine Paul Attard pisze, że projekt był lepszy w stosunku do Mansion Musik, ale nie był „szczególnie godny uwagi”.

## Lista utworów
1. „Take Me Away” (gościnnie: Corbin) – 3:21
2. „Last Days” – 2:34
3. „Thy Motion” – 2:28
4. „How You Alive” – 2:55
5. „Thinking Bout You” – 2:46
6. „Praying 4 Love” – 2:36
7. „Reality” – 2:54
8. „A Feeling" (gościnnie: Skye Morales) – 2:47
9. „Romantic Fantasy” – 2:51
10. „I'm Mad at Me” (gościnnie: Lil Wayne) – 3:12
11. „Closed Doors” (gościnnie: Roddy Ricch) – 2:48
12. „Action” – 2:01
13. „Left 4 Dead” – 1:58
14. „Wind” (gościnnie: The Kid Laroi) – 2:50
15. „Helicopter” (gościnnie: Tommy Lee Sparta) – 2:22
16. „Took My Breath Away” (gościnnie: Skye Morales) – 3:00
17. „Flowers” (gościnnie: Bryson Tiller) – 3:23
18. „The Hate” – 1:55
19. „Trip McKnight” – 2:37
20. „Hurts Me” (gościnnie: Tory Lanez) – 2:20 [Bonus Track]

## Notowania na listach sprzedaży
| Lista (2023)                       | Pozycja |
| ---------------------------------- | ------- |
| Kanada (Billboard)                 | 78      |
| Nowa Zelandia (RMNZ)               | 32      |
| Billboard 200                      | 13      |
| Top R&B/Hip-Hop Albums (Billboard) | 3       |